# Бродский, Николас
Ни́колас Бро́дский (англ. Nicholas Brodszky (также Brodsky), венг. Brodszky Miklós; 20 апреля 1905, Одесса, Херсонская губерния — 24 декабря 1958, Лос-Анджелес) — американский композитор, автор популярных песен. Широкую известность получила его музыка к кинофильмам «Петер» (1934), «Любимец Нового Орлеана» (1950), «Серенада» (1956) и другие. Пять раз был номинирован на «Оскар» в категории «Лучшая оригинальная песня к фильму».

## Биография
Николас Бродский родился в Одессе в 1905 году, в еврейской семье  (девичья фамилия матери Зайдман). После революции 1917 года его семья поселилась в Будапеште. В 1920-е годы Николас учился музыке в разных городах Европы, написал несколько песен и опереточных номеров. В 1929 году будапештский джаз-оркестр Миклоша Бродского записал несколько грампластинок популярных шлягеров в джазовой аранжировке Ефима Шахмейстера. В 1931 году участвовал в написании музыки для фильма «Большой аттракцион» (Die große Attraktion, у этого фильма, кроме Бродского, были ещё 3 композитора).
В 1934 году Бродский уехал в США (по другим источникам, сначала в Великобританию), где стал автором музыки ко многим кинофильмам. Стихи к его песням чаще всего писал Сэмми Кан. Самым известным фильмом с его музыкой стал «Любимец Нового Орлеана» (1950), песня «Be My Love» из этого фильма  вошла в мировую песенную классику.
Написал музыку водевилей для американских еврейских театров и для художественного фильма на идише «Дер Пуримшпилер» (1937).
Умер в больнице «Седарс», в возрасте 53 лет.

## Некоторые известные песни Бродского
- Be My Love («Любимец Нового Орлеана», 1950). Эта и следующая песня в исполнении Марио Ланца всего за год превысили миллионный тираж продаж и завоевали «золотой диск»[11].
- Because You're Mine.
- I'll Never Stop Loving You («Люби меня или покинь меня», 1955).
- Serenade.
- My Destiny.

Для фильма «Принц-студент» (1954), экранизации одноимённого мюзикла Зигмунда Ромберга, Бродский написал три дополнительные песни на стихи Пола Фрэнсиса Уэбстера:
- Summertime in Heidelberg.
- Beloved.
- I'll Walk with God.

## Фильмография
- Die große Attraktion (1931)
- Der brave Sünder (1931)
- Gitta entdeckt ihr Herz (1932); песню из этого фильма (в русском переводе: «Записка») любила исполнять Клавдия Шульженко[12]
- Skandal in Budapest (1933)
- Петер (Peter, das Mädchen von der Tankstelle, 1934); музыка из этого фильма была использована в советском фильме-балете «Старое танго» (1979)
- A Precocious Girl (1934)
- Little Mother (1935)
- Guilty Melody (1936)
- Катерина (1936)
- Der Purimspieler (1938, фильм на идише)[13]
- Quiet Wedding (1941)
- Freedom Radio (1941)
- English Without Tears (1944)
- The Way to the Stars (1945)
- Carnival (1946)
- Остерегайтесь жалости (1946)
- While the Sun Shines (1947)
- A Man About the House (1947)
- Rosen der Liebe (1949)
- Latin Lovers (1953)
- Small Town Girl (1953)
- The Student Prince (1954)
- Flame and the Flesh (1954)
- Серенада (1956)
- Let's Be Happy (1957)